# Un amore di donna
Un amore di donna è un film del 1988 diretto da Nelo Risi.

## Trama
Gabriella, una giovane venticinquenne di Milano, è sposata con l'avvocato Bernasconi, un uomo di mezza età, privo di scrupoli, il quale in passato era stato amante della madre della stessa Gabriella. Gabriella si innamora di Franco, un pilota collaudatore di aerei. Il marito, tuttavia, non è disposto a concederle il divorzio.

## Produzione
Il film fu prodotto dal pubblicitario milanese Franco Levati, titolare della Film Leading e autore del soggetto, e coprodotto dalla Rai (Rai 1) e dalla Taurus Film di Monaco di Baviera. Le riprese si svolsero nell'estate del 1987. Il regista Nelo Risi ritornava alla regia cinematografica a dodici anni di distanza dall'ultimo film per il grande schermo, La colonna infame. L'attore Bruno Ganz, reduce da Il cielo sopra Berlino, aveva fatto il nome della partner, la giovane attrice Laura Morante, con la quale aveva già recitato in Oggetti smarriti e in Padri e figli.

## Critica
Il film non fu particolarmente apprezzato dalla critica. I giudizi furono moderatamente positivi, con alcune riserve. Per Tullio Kezich il film produceva un effetto, sia pure non sgradevole, di film démodé e ricordava Una storia milanese di Eriprando Visconti; Kezich sintetizzava: «Un amore di donna svela i difetti delle sue virtù: garbo, finezza e riserbo da una parte, dall'altra tempi morti, una blanda reticenza e un tono esangue». Per Giovanni Grazzini, quello di Risi fu «un ritorno un po' in sordina, perché il film è di commissione, e soltanto di sfuggita nelle corde di Nelo Risi. Costruito sposando un ricorrente tema aviatorio da Liala al Moravia antiborghese degli Indifferenti, cotti l'uno e l'altra in salsa freudiana».